# نقشه‌های جنگی رنگ‌نشان آمریکا
در دهه‌های ۱۹۲۰ و ۱۹۳۰ میلادی هیئت مشترک ارتش و نیروی دریایی نیروهای مسلح ایالات متحده آمریکا اقدام به توسعهٔ تعدادی نقشهٔ جنگی رنگ‌نشان کرد که استراتژی‌های احتمالی آمریکا را در سناریوهای مختلف جنگ‌های محتمل تبیین می‌نمودند. این نقشه‌ها در سال ۱۹۳۹ با معرفی پنج نقشهٔ رنگین‌کمانی (که برای جنگ‌های دو اقیانوسی—اطلس و آرام— تهیه شده‌بودند) رسماً کنار گذاشته شدند.
در همهٔ این نقشه‌ها، آمریکا به خود با رنگ «آبی» ارجاع می‌داد.

## فهرست نقشه‌ها

### نقشه جنگی نارنجی
نقشه جنگی نارنجی، که شامل بیشترین جزئیات بود، مربوط به جنگ احتمالی با امپراتوری ژاپن می‌شد. عملیات‌های نظامی آمریکا در جنگ جهانی دوم در اقیانوس اطلس تا زمان بمباران اتمی هیروشیما و ناکازاکی مبتنی بر این نقشه بود.

### نقشه جنگی قرمز
| کشور                                         | رنگ        |
| -------------------------------------------- | ---------- |
| کانادا                                       | زرشکی      |
| بریتانیا                                     | قرمز       |
| نیوفاندلند                                   | قرمز       |
| راج بریتانیا                                 | یاقوتی     |
| استرالیا                                     | قرمزنارنجی |
| نیوزیلند                                     | لعلی       |
| ایرلند                                       | زمردی      |
| بقیهٔ امپراتوری بریتانیا (مشمول نقشه نمی‌شدند) | صورتی      |

نقشه جنگی قرمز مربوط به جنگ با بریتانیا و مستعمراتش بود. این نقشه شامل زیر نقشه‌هایی با عناوینی چون یاقوتی، زرشکی و … می‌شد که به گسترهٔ نیروهای بریتانیا در سراسر جهان می‌پرداختند. این نقشه تا سال ۱۹۳۹ و اعلان جنگ آمریکا به آلمان نازی مرتب به روز می‌شد. بنابر تحلیل این نقشه، با وجود برتری استراتژیک و تسلیحاتی بریتانیا، آمریکا می‌توانست با طولانی کردن جنگ و محاصرهٔ اقتصادی جزیرهٔ بریتانیا در جنگ پیروز شود.همچنین به عقیدهٔ نگارندگان این نقشه بهترین راه برای کشاندن انگلستان به میز مذاکره تصرف کانادا بود. بنابراین نقشه آمریکا در صورت احتمال جنگ با بریتانیا می‌توانست با حملهٔ پیش‌دستانه به کانادا و تصرف بندرهای و خطوط ریلی این سرزمین، از رسیدن قوای بریتانیایی جلوگیری کند.
خارج شدن این نقشه از دسته‌بندی محرمانه در سال ۱۹۷۴ موجب تیرگی روابط کانادا با آمریکا شد.

### نقشه جنگی قرمز—نارنجی
این نقشه یورش دو جبهه‌ای همزمان امپراتوری بریتانیا (قرمز) و ژاپن (نارنجی، که در آن زمان متحد بریتانیا بود) علیه ایالات متحدهٔ آمریکا (آبی) را بررسی می‌کرد. نتیجهٔ نهایی تحلیل این بود که آمریکا منابع کافی برای جنگ در دو جبهه را ندارد و بهتر است که که در یک جبهه (احتمالاً در اقیانوس اطلس) تمرکز کند.

### نقشه جنگی سیاه
نقشه جنگی سیاه مربوط به جنگ با امپراتوری آلمان می‌شد. این نقشه از اولین نقشه‌هایی بود که توسط هیئت مشترک توسعه یافت ولی پس از شکست آلمان در جنگ جهانی اول از توجه به آن کاسته‌شد.

### نقشه جنگی خاکستری
هیئت دو نقشه جنگی تحت عنوان خاکستری توسعه داد. نقشه اول مربوط به آمریکای مرکزی و کارائیب و نقشهٔ دوم مربوط به یورش به آزور پرتغال بود.

### نقشه جنگی قهوه‌ای
نقشه جنگی قهوه‌ای روش‌های واکنش به شورش در فیلیپین (که در آن زمان مستعمره آمریکا بود) را بررسی می‌کرد.

### نقشه جنگی برنزه
این نقشه در مورد دخالت نظامی در کوبا بود.

### نقشه جنگی زرد
نقشهٔ جنگی زرد به چین و به‌ویژه احتمال تکرار شورش مردمی مشابه شورش مشتزن‌ها مربوط می‌شد. بر اساس نقشه زرد ارتش آمریکا به همراه دیگر قدرت‌های بزرگ جهانی باید شورش‌های مردمی در چین را به زور و در صورت لزوم با استفاده از جنگ‌افزار شیمیایی سرکوب کند.

### نقشه جنگی طلایی
مربوط به جنگ با فرانسه یا مستعمراتش در کارائیب بود.

### نقشه جنگی سبز
مربوط به جنگ با مکزیک یا دخالت در آن کشور به‌منظور شکست دادن شورشیان و استقرار دولتی طرفدار آمریکا می‌شد.

### نقشه جنگی نیلی
نقشه جنگی بنفش شامل اشغال ایسلند بود. این نقشه در سال ۱۹۴۱ برای کمک‌رسانی به نیروهای بریتانیایی در نبرد آتلانتیک (۱۹۳۹–۱۹۴۵) اجرا شد.

### نقشه جنگی بنفش
این نقشه در رابطه با یورش به جمهوری‌های آمریکای جنوبی بود.

### نقشه جنگی سفید
این نقشه شامل رهیافت واکنش نظامی به شورش‌های مردمی و اعتراضات صلح‌آمیز در خود ایالت متحده بود و تا به امروز در قالب عملیات گاردن پلات (به انگلیسی: Operation Garden Plot) باقی مانده‌است. فعالان کمونیست هدف اصلی نقشه جنگی سفید بودند.

### نقشه جنگی آبی
این نقشه شامل اقداماتی و آماده‌سازی‌هایی بود که آمریکا باید در زمان صلح اجرا کند.